# Širina
Širina je veličina kojom se određuje udaljenost između dvije točke u prostoru sa strane od duljine. Uobičajeni znak za širinu je b, a mjerna jedinica je metar.
Kod mjerenja dimenzija tijela naziv širina koristi se za drugu dimenziju, a prva je duljina. Širina i duljina čine ravninu.